# Вознесенський провулок (Одеса)
Вознесенський провулок — вулиця в Одесі, в історичній частині міста, від Старосінної площі до провулка Чехова.

## Історія
За радянських часів — провулок Паризької комуни, провулок Косіора.

## Пам'ятки

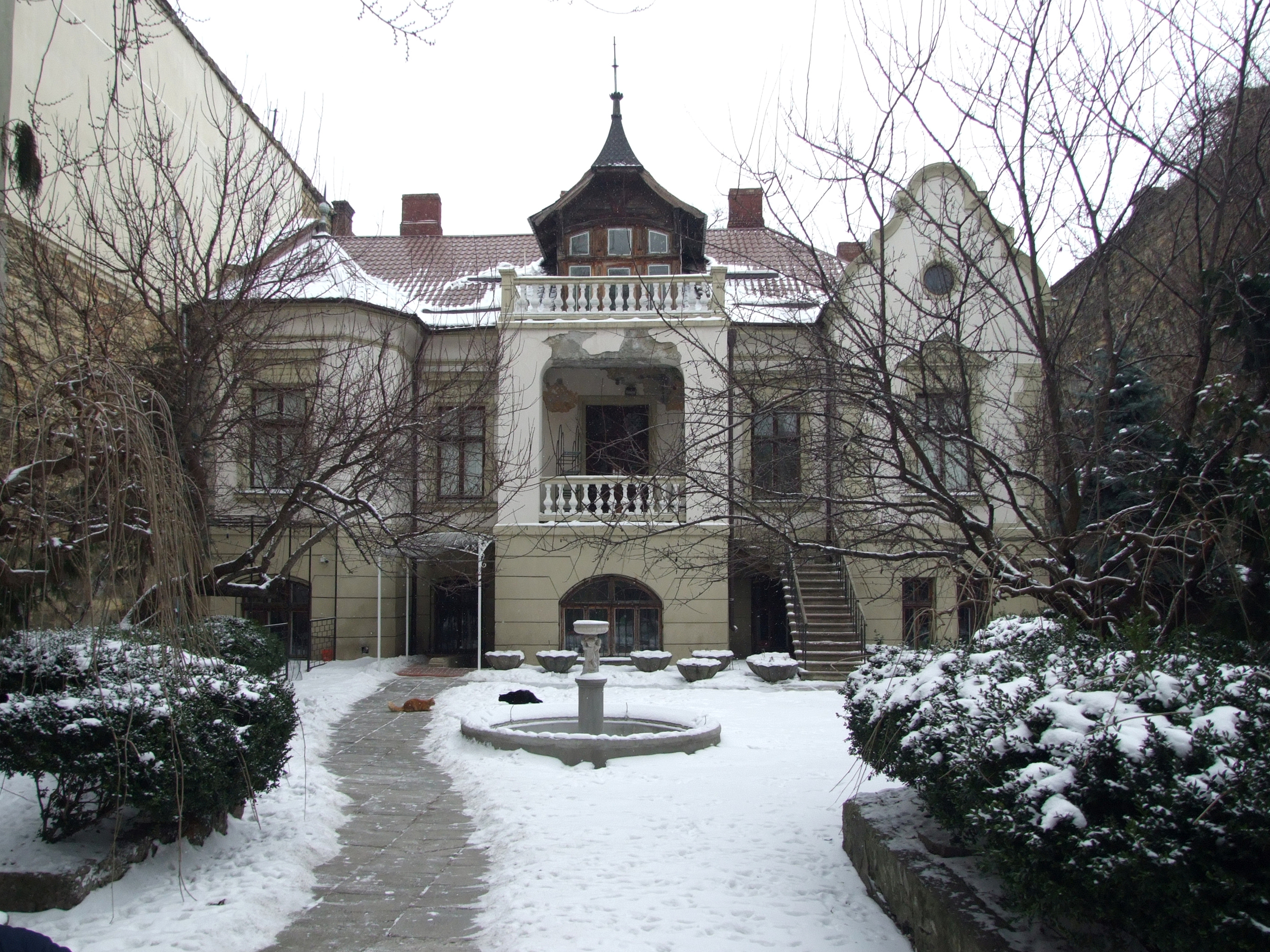
Маєток Вейнмарн

Будинок № 7 — Маєток М. Ф. Вейнмарн — Одеська філія Національного науково-дослідного реставраційного центру.